# NGC 3475
NGC 3475 é uma galáxia espiral (Sa) localizada na direcção da constelação de Leo. Possui uma declinação de +24° 13' 37" e uma ascensão recta de 10 horas, 58 minutos e 25,2 segundos.
A galáxia NGC 3475 foi descoberta em 10 de Abril de 1785 por William Herschel.